# Ann-Margret Nirling
Ann Margret Nirling, senare Olsson, född 1 februari 1918 i Stockholm, död 3 februari 1999 i Vadstena, var en svensk simhoppare som tävlade för Stockholms KK. Hon deltog i OS 1936 i Berlin och kom tia bland 23 startande. Hon fick EM-silver på 10 meter 1938 i London. 
Hon var från 1941 gift med simmaren Per-Olof Olsson (1918-1982).

### Fotnoter
1. ↑  ”Ann-Margret Nirling”. Sveriges olympiska kommitté. http://sok.se/idrottare/idrottare/a/ann-margret-nirling.html. Läst 27 november 2015.